# Équipe cycliste Geumsan Insam Cello
Pour les articles homonymes, voir Cello.
L'équipe cycliste Geumsan Insam Cello est une équipe cycliste sud-coréenne participant aux circuits continentaux de cyclisme et en particulier l'UCI Asia Tour.

## Histoire de l'équipe
Elle est sponsorisée en 2011 par la firme française Chrono Intérim dont le siège est à Rennes.

## Principales victoires

### Courses par étapes
- Tour d'Okinawa : 2010 (Shinichi Fukushima)

### Championnats nationaux
- Championnats de Corée du Sud sur route : 7
  - Contre-la-montre : 2011, 2014, 2016, 2017, 2018 et 2019 (Choe Hyeong-min)
  - Course en ligne espoirs : 2016 (Jung Woo-ho)
- Championnats du Japon sur route : 1
  - Contre-la-montre : 2010 (Shinichi Fukushima)

## Classements UCI
L'équipe participe aux épreuves des circuits continentaux et en particulier de l'UCI Asia Tour. Les tableaux ci-dessous présentent les classements de l'équipe sur les différents circuits, ainsi que son meilleur coureur au classement individuel.
UCI Asia Tour
| UCI Asia Tour | UCI Asia Tour          | UCI Asia Tour                             | UCI Asia Tour |
| Année         | Classement par équipes | Meilleur coureur au classement individuel |               |
| ------------- | ---------------------- | ----------------------------------------- | ------------- |
| 2010          | 10e                    | Shin'ichi Fukushima (26e)                 |               |
| 2011          | 37e                    | Gong Hyo-suk (125e)                       |               |
| 2012          | 45e                    | Gong Hyo-suk (96e)                        |               |
| 2013          | 57e                    | Cheung Gyo Jeong (234e)                   |               |
| 2014          | 40e                    | Choe Hyeong-min (42e)                     |               |
| 2015          | 59e                    | Choe Hyeong-min (182e)                    |               |
| 2016          | 28e                    | Choe Hyeong-min (89e)                     |               |
| 2017          | 31e                    | Lance Armstrong (89e)                     |               |
| 2018          | 24e                    | Choe Hyeong-min (24e)                     |               |
| 2019          | 26e                    | Choe Hyeong-min (17e)                     |               |
| 2020          | 16e                    | Choe Hyeong-min (50e)                     |               |
| 2021          | 22e                    | Choi Sang-Jin (57e)                       |               |
| 2022          | 39e                    | Choi Sang-Jin (224e)                      |               |
| 2023          | 26e                    | Choe Hyeong-min (39e)                     |               |
|               |                        |                                           |               |
| Source : UCI  |                        |                                           |               |

UCI Europe Tour
| UCI Europe Tour | UCI Europe Tour        | UCI Europe Tour                           | UCI Europe Tour |
| Année           | Classement par équipes | Meilleur coureur au classement individuel |                 |
| --------------- | ---------------------- | ----------------------------------------- | --------------- |
| 2010            | 110e                   | Shin'ichi Fukushima (1064e)               |                 |
| 2011            | 95e                    | Aurélien Passeron (359e)                  |                 |
|                 |                        |                                           |                 |
| Source : UCI    |                        |                                           |                 |

L'équipe est également classée au Classement mondial UCI qui prend en compte toutes les épreuves UCI et concerne toutes les équipes UCI.
| Classement mondial | Classement mondial     | Classement mondial                        | Classement mondial |
| Année              | Classement par équipes | Meilleur coureur au classement individuel |                    |
| ------------------ | ---------------------- | ----------------------------------------- | ------------------ |
| 2016               | -                      | Choe Hyeong-min (722e)                    |                    |
| 2017               | -                      | Choe Hyeong-min (799e)                    |                    |
| 2018               | -                      | Choe Hyeong-min (478e)                    |                    |
| 2019               | 154e                   | Choe Hyeong-min (527e)                    |                    |
| 2020               | 137e                   | Choe Hyeong-min (961e)                    |                    |
| 2021               | 156e                   | Choi Sang-Jin (1319e)                     |                    |
| 2022               | 199e                   | Choi Sang-Jin (2141e)                     |                    |
| 2023               | 150e                   | Choe Hyeong-min (653e)                    |                    |
| 2024               | 167e                   | Jang Kyung-gu (1104e)                     |                    |
|                    |                        |                                           |                    |
| Source : UCI       |                        |                                           |                    |

## Saisons précédentes

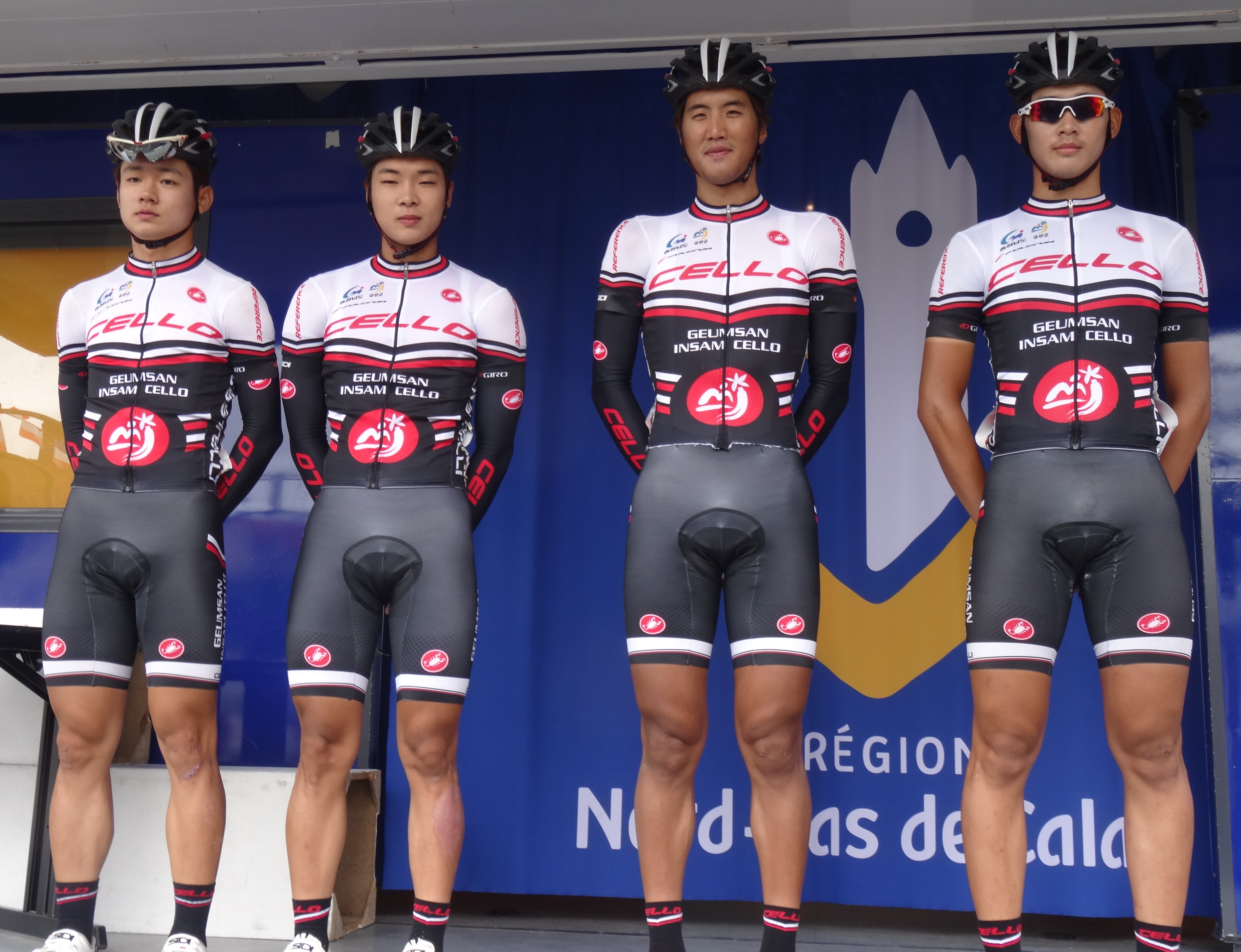
Quatre coureurs de l'équipe lors de la Ronde pévéloise 2014.

Quelques coureurs
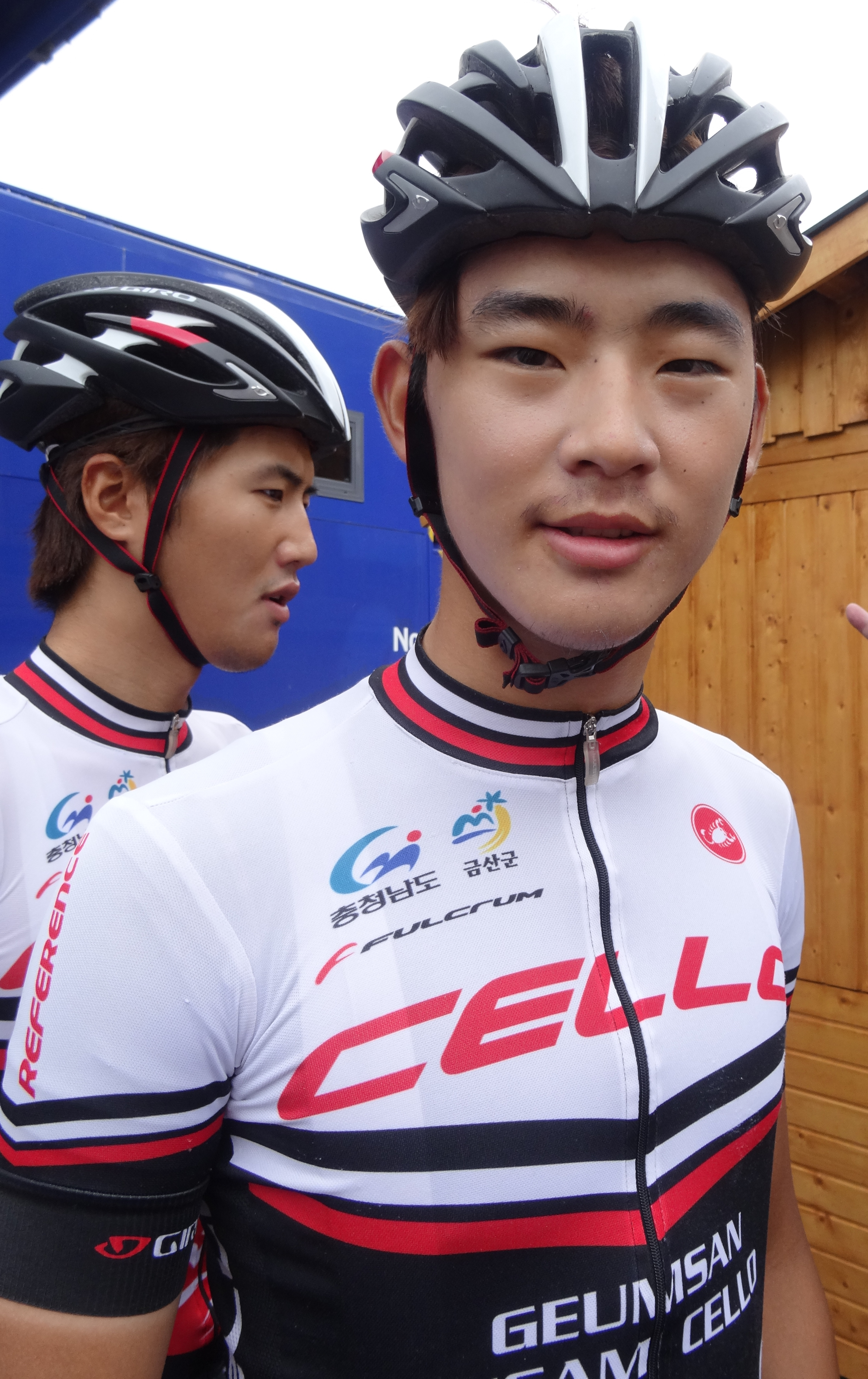
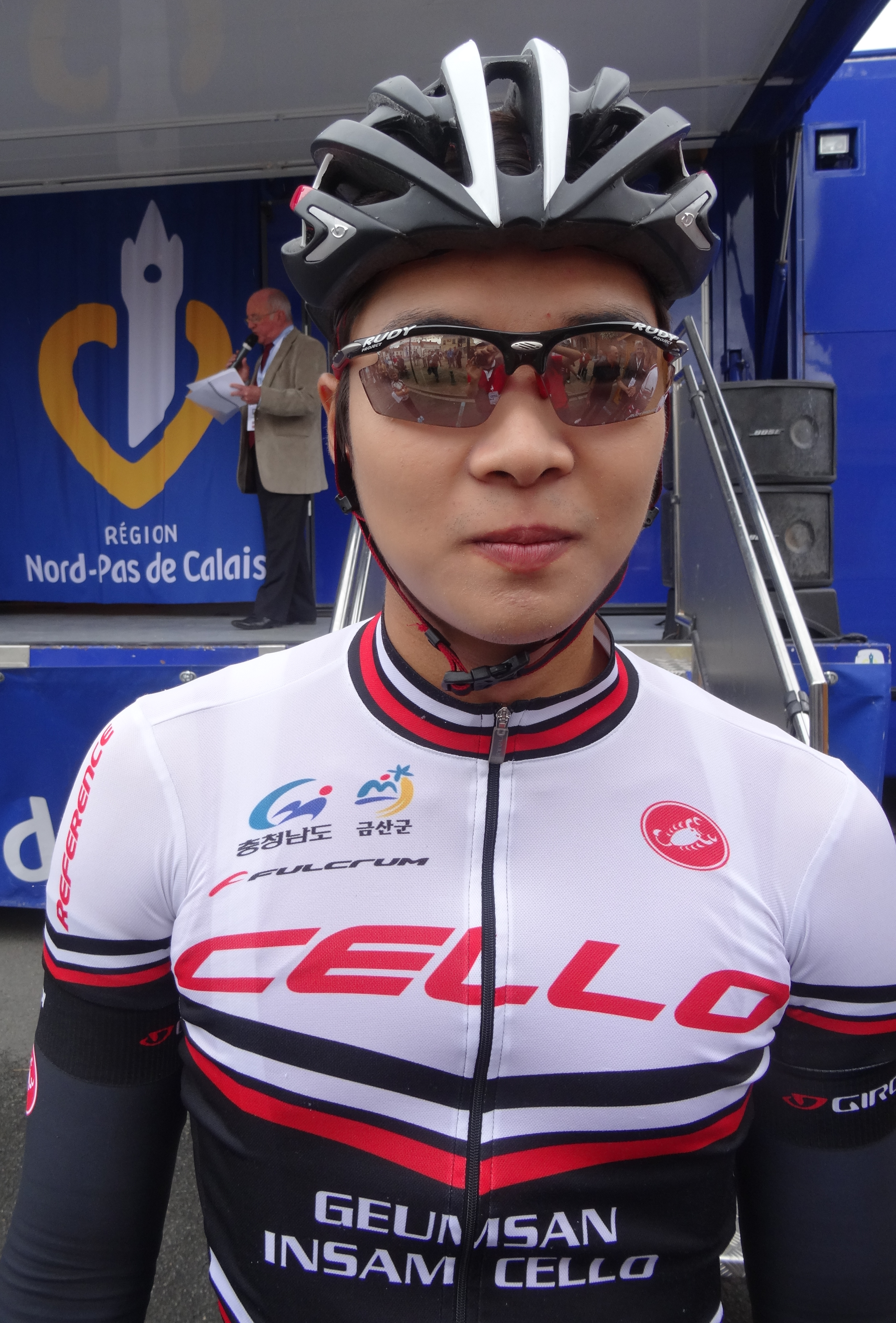
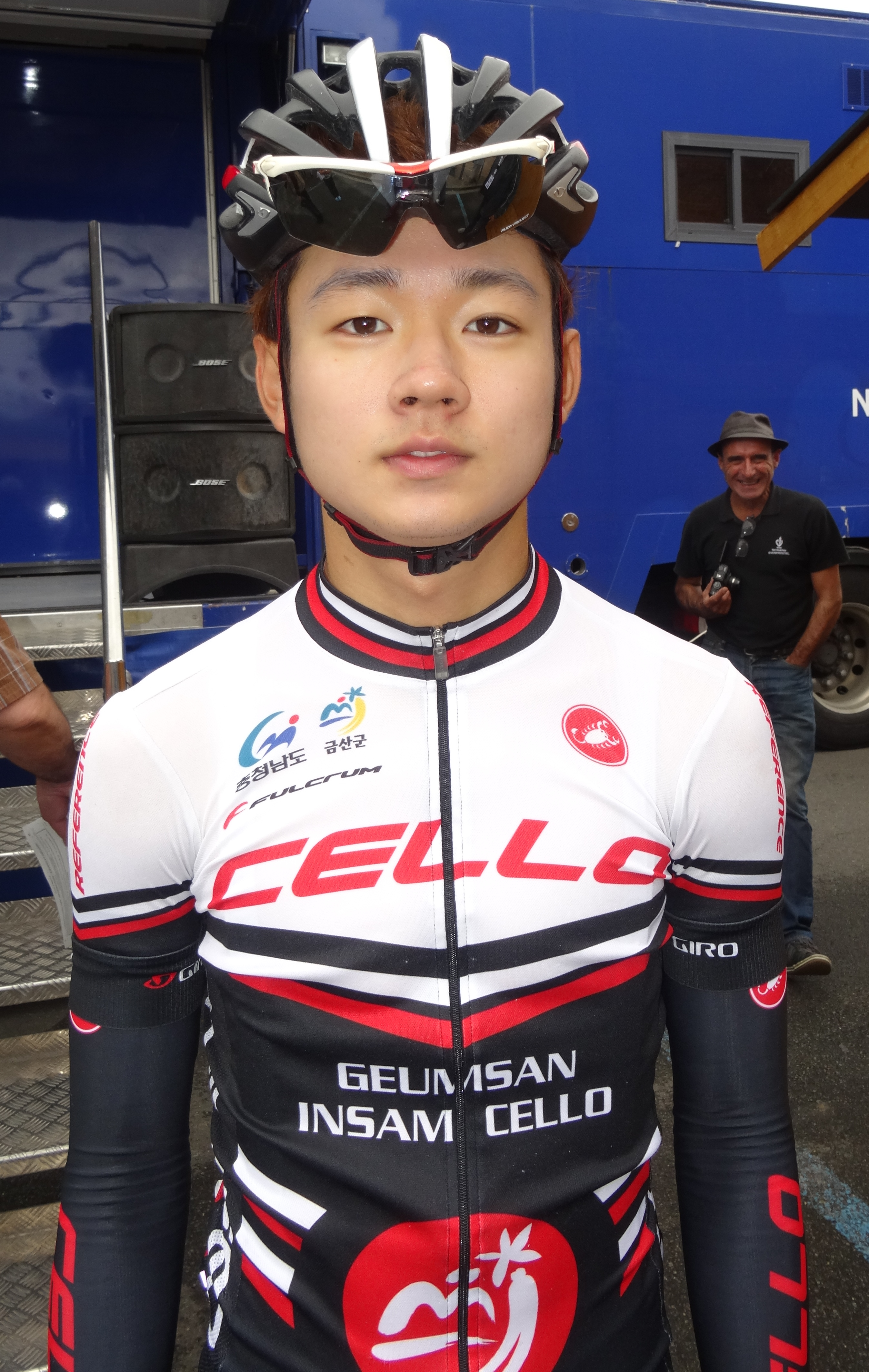
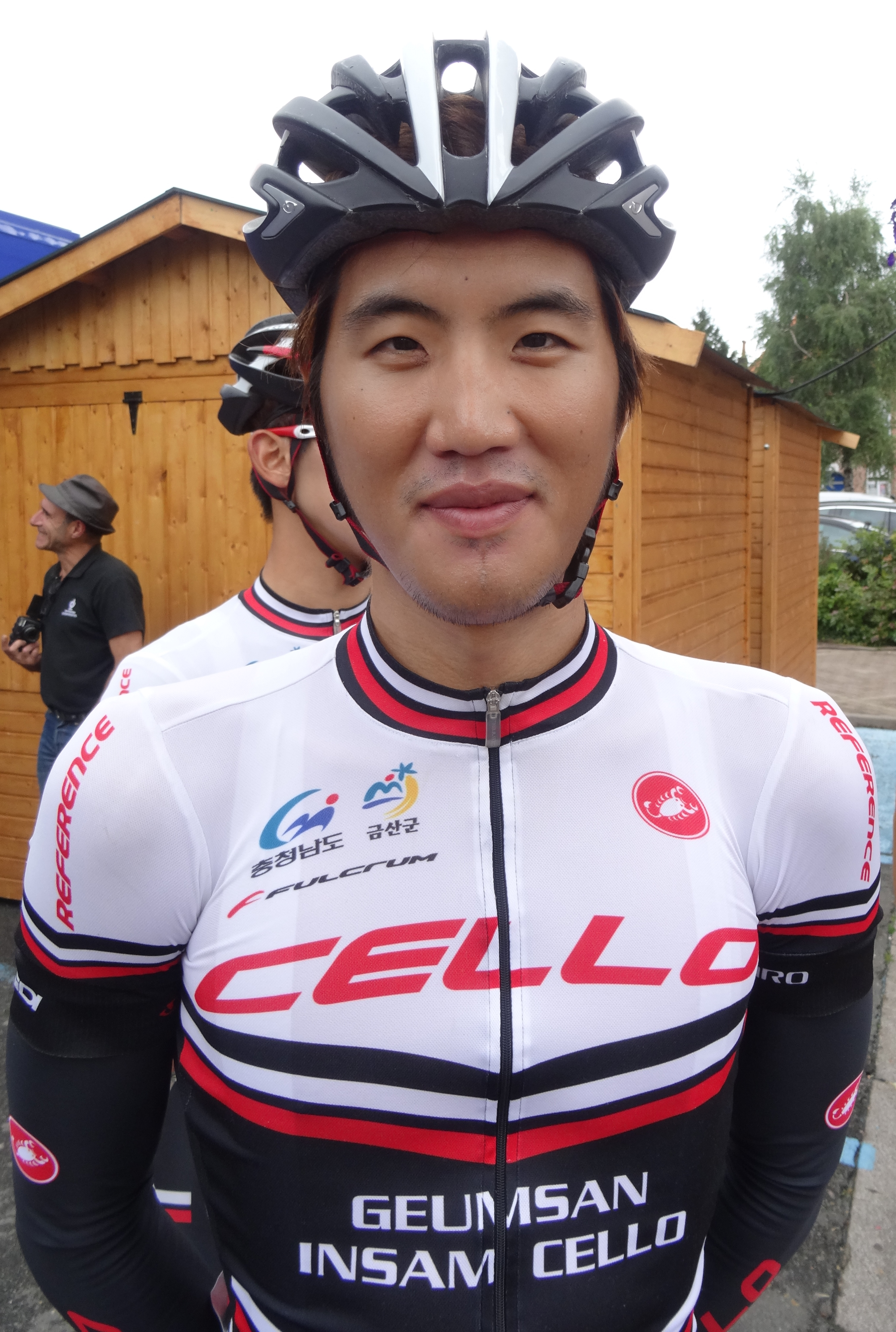
Yoo Ki-hong.

## Geumsan Insam Cello en 2022
| Cycliste        | Date de naissance | Nationalité  | Équipe 2021            |  |
| --------------- | ----------------- | ------------ | ---------------------- |  |
| Bae Junpyo      | 17 juin 2002      | Corée du Sud | Geumsan Insam Cello    |  |
| Choi Jaewoong   | 28 mars 1997      | Corée du Sud | Geumsan Insam Cello    |  |
| Choi Sangjin    | 27 mai 2000       | Corée du Sud | Geumsan Insam Cello    |  |
| Jang Junhyeok   | 30 mai 2002       | Corée du Sud | Geumsan Insam Cello    |  |
| Kim Eung Min    | 9 mars 2002       | Corée du Sud |                        |  |
| Lee Eungu       | 11 juin 2002      | Corée du Sud |                        |  |
| Lee Geonmin     | 7 juillet 2003    | Corée du Sud |                        |  |
| Lee Ho          | 19 avril 2001     | Corée du Sud | UijeongBu Cycling Team |  |
| Lee Jaeho       | 6 janvier 2003    | Corée du Sud |                        |  |
| Moonshin Junseo | 28 octobre 2000   | Corée du Sud | Geumsan Insam Cello    |  |
| Oh Jeseok       | 18 septembre 1997 | Corée du Sud |                        |  |